# (7465) Munkanber
(7465) Munkanber (1989 UA3) – planetoida z pasa głównego asteroid okrążająca Słońce w ciągu 3,37 lat w średniej odległości 2,25 j.a. Odkryta 31 października 1989 roku.